# بازی‌های کشورهای اسلامی
مسابقات بازی‌های اسلامی زنان و مسابقات بازی‌های همبستگی کشورهای اسلامی دو مسابقه کاملاً مجزا هستند که توسط فدراسیونهای مختلفی هم برگزار می‌شوند. مسابقات بازی‌های اسلامی زنان فقط مختص زنان مسلمان بود و مسابقات بازی‌های همبستگی کشورهای اسلامی مختص کشورهای عضو سازمان کنفرانس اسلامی (هم برای زنان و هم برای مردان) است.
- بازی‌های اسلامی زنان توسط کشور جمهوری اسلامی ایران برگزار شد که ابتدا فقط زنان مسلمان کشورهای اسلامی حق شرکت در آن را داشتند. در سالهای ۱۹۹۳ و ۱۹۹۷ میلادی این بازیها فقط برای زنان کشورهای اسلامی در ایران (تهران) برگزار شد. اما سال ۲۰۰۱ میلادی در دو شهر ایران یعنی تهران و رشت برگزار شد و با عنوان بازی‌های بانوان مسلمان برگزار شد که زنان مسلمان کشورهای اسلامی و کشورهای غیر اسلامی حق شرکت در آن را داشتند. در سال ۲۰۰۵ نام این بازی‌ها به بازی‌های اسلامی زنان تغییر کرد که علاوه بر زنان مسلمان کشورهای اسلامی و کشورهای غیر اسلامی زنان غیر مسلمان هم می‌توانستند در آن شرکت کنند. هدف از این تغییر نام افزایش کمیت و کیفیت این بازی‌ها بود. درست است که نام این بازی‌ها بازی‌های اسلامی زنان است اما زنان کشورهای غیر اسلامی و زنان غیر مسلمان هم می‌توانند در این مسابقات شرکت کنند. البته همانطور که از نام این بازیها پیداست این بازی‌ها بیشتر مخصوص مسلمانان است. پنجمین دوره این رقابت‌ها قرار است در سال ۲۰۱۰ در ایران برگزار شود.
- با تصمیم سازمان کنفرانس اسلامی، بازی‌های همبستگی کشورهای اسلامی شکل گرفت. می‌توان گفت اهداف برگزاری این مسابقات بیشتر بروز دادن توانایی مسلمانان است. در این بازیها تنها ۵۷ کشور عضو در سازمان کنفرانس اسلامی حق حضور در این مسابقات را دارند و تمامی افراد مرد و زن مسلمان و غیر مسلمان این کشورهاحق شرکت در مسابقات را دارند و مسلمانان کشورهای دیگر که عضو سازمان کنفرانس اسلامی نیستند حق حضور در این بازی‌ها را ندارند. اولین دوره این بازیها سال ۲۰۰۵ در عربستان سعودی (مکه، مدینه، جده، طائف) برگزار شد.